# Paleis voor Schone Kunsten van Brussel

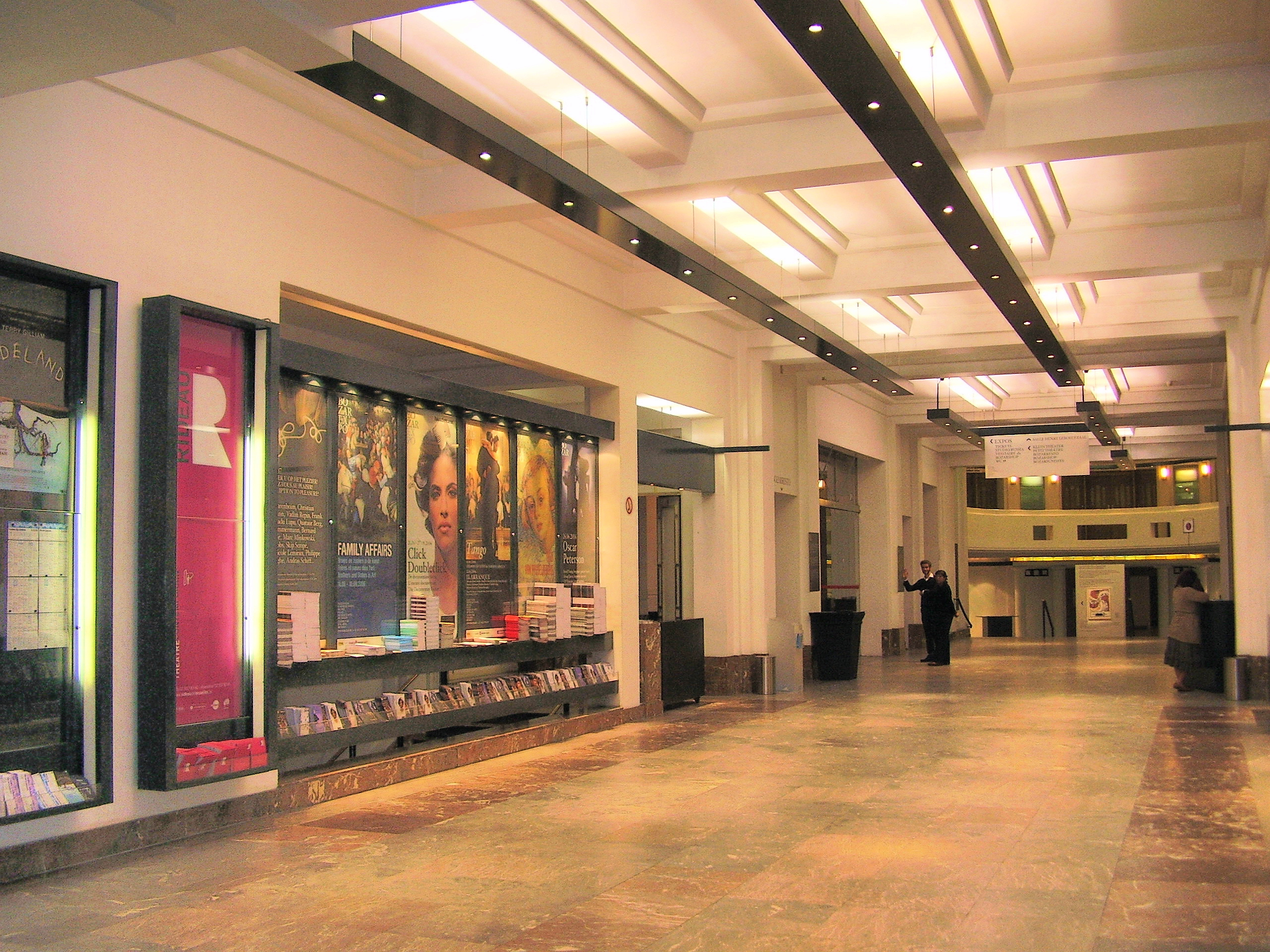
vestibule Bozar

Het Paleis voor Schone Kunsten (PSK; Frans: Palais des Beaux-Arts), sinds 2002 ook Bozar, is een kunstencentrum in het centrum van Brussel. Het gebouw van de art-nouveau- en art-deco-architect Victor Horta dateert van 1928. Horta kreeg bijzonder veel beperkingen opgelegd: er was enkel een beperkte en onregelmatige bouwoppervlakte ter beschikking van 80 are. Het gebouw is gelegen tussen Baron Hortastraat, Ravensteinstraat, Koningsstraat en Terarkenstraat.

## Beschrijving
De hoogte diende aan de hoogst gelegen façade van de Koningsstraat (Warandepark) beperkt te blijven om het zicht vanuit het Koninklijk Paleis op Brussel niet te belemmeren. De façade van de Koningsstraat is dan ook enkel een 2 meter hoge muur, aan de bovenzijde versierd met een stenen balustrade en stenen siervazen, grenzend aan het Hotel Errera. De ingang aan deze zijde bereikt men door een trap af te dalen. Tevens diende gebouwd te worden aan de Kunstberg, een terrein met grote hoogteverschillen tussen het hoge en lage stadsdeel van Brussel. De gelijkvloerse façade was bestemd voor winkels. Horta zelf zou over deze laatste beperking gezegd hebben:
Paleis? Zo denk ik er niet over: gewoon kunsthuis, want ik zou een constructie, waarvan de belangrijkste gevel wordt ingenomen door winkels, nooit die naam kunnen geven.
Het resultaat werd een gebouw op acht verschillende niveaus, met ook heel wat ondergrondse ruimtes. Vanuit de hoofdingang aan de Ravensteinstraat doorloopt men na een rotonde aan de ingang de vestibule om uit te komen in de Hortahal, vroeger de Grote Beeldenzaal genoemd. Deze ruimte met optimale lichtinval is de toegang tot de omliggende tentoonstellingszalen. Een aantal ruimtes leent zich ook voor conferenties.
De Henry Le Boeufzaal, genoemd naar de Brusselse kunstenmecenas Henry Le Bœuf, is een grote concertzaal met 2200 zitplaatsen waar het Nationaal Orkest van België speelt, maar waar ook steeds de finales plaatsvinden van de Koningin Elisabethwedstrijd. Onder de Hortahal bevindt zich de Kamermuziekzaal (of Zaal M) met 476 plaatsen, een foyer voor de Henry Le Boeufzaal en een Recitalzaal (of Studio) met 210 plaatsen. Vanuit de Terarkenstraat is er een directe toegang tot deze concertzalen. Aan deze zijde van het gebouw bevindt zich ook de polyvalente Zaal Terarken.
De Henry Le Boeufzaal, Kamermuziekzaal en Studio worden ook gebruikt voor filmvoorstellingen.
In de Victor Hortazaal is CINEMATEK gevestigd, waar het Koninklijk Belgisch Filmarchief onder andere films projecteert (in twee zalen, Ledoux en Plateau)
Theatervoorstellingen vinden plaats in de Studio of de zaal M.
In Bozar worden regelmatig kunsttentoonstellingen gehouden, gewijd aan onder meer Constant Permeke (2012), Cy Twombly (2012), Francisco de Zurbarán (2014), Peter Paul Rubens (2014), Michaël Borremans (2014), Ottomaanse kunst (2015), Rembrandt van Rijn (2016), Theo van Doesburg (2016), Yves Klein (2017), Picasso (2017), Constantin Brâncuși (2019), Keith Haring (2020), Roger Raveel (2021) en David Hockney (2021).
Sinds 2021 is het dakterras uit de oorspronkelijke plannen gerealiseerd. Het dakterras is open voor publiek en  tijdens de zomermaanden worden er concerten,lezingen en filmavonden georganiseerd.
Op 18 januari 2021 brak brand uit op het dak. Er was aanzienlijke schade, ook van bluswater, vooral aan de Henry Le Boeufzaal en het orgel. Na 100 dagen werd de Henry Le Boeufzaal terug opengesteld, maar er was nog schade zichtbaar. De daken, technische installaties en tentoonstellingszalen werden volledig gerenoveerd en in juli 2023 heropende Bozar. De tweede fase van de herstellingswerken volgt nog tijdens de zomersluiting tot half augustus.

## Leiding
Bozar wordt geleid door een directeur-generaal. De functie is bekleed door:
- Paul Dujardin (2002-2021)
- Sophie Lauwers (2021-2022)
- Christophe Slagmuylder (2022-)

## Galerij

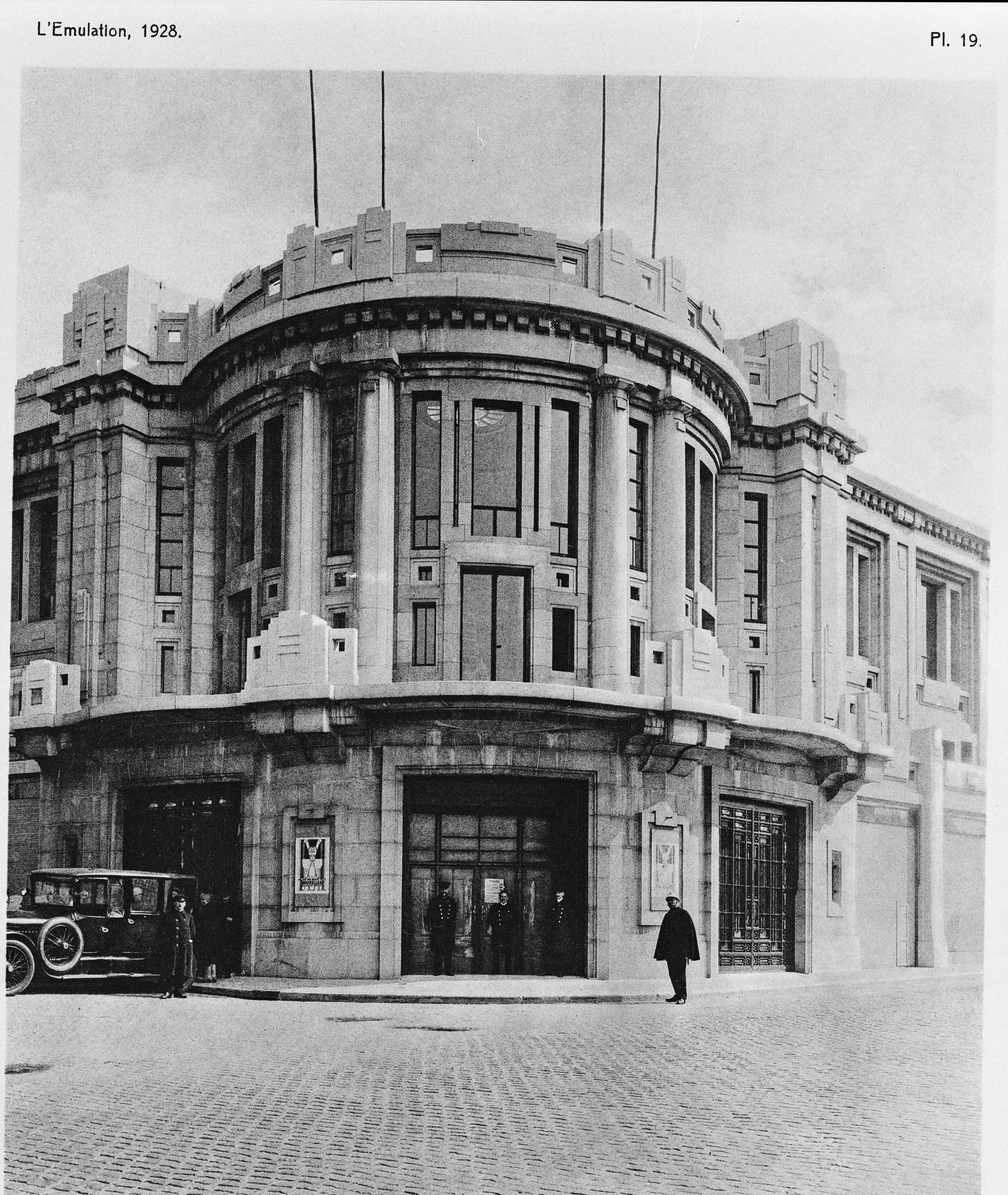
Gevel aan de Ravensteinstraat
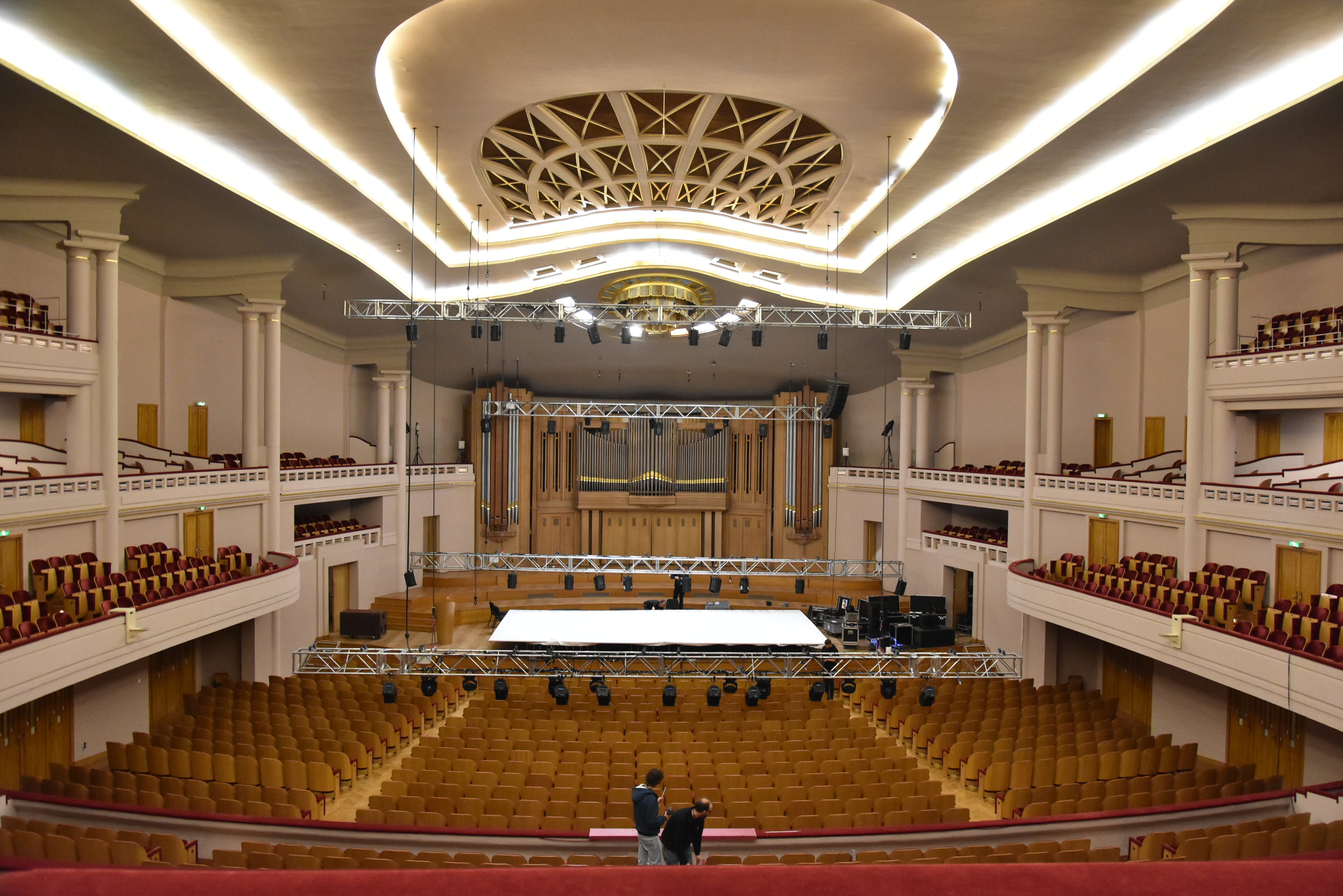
Grote zaal Henry Le Boeuf
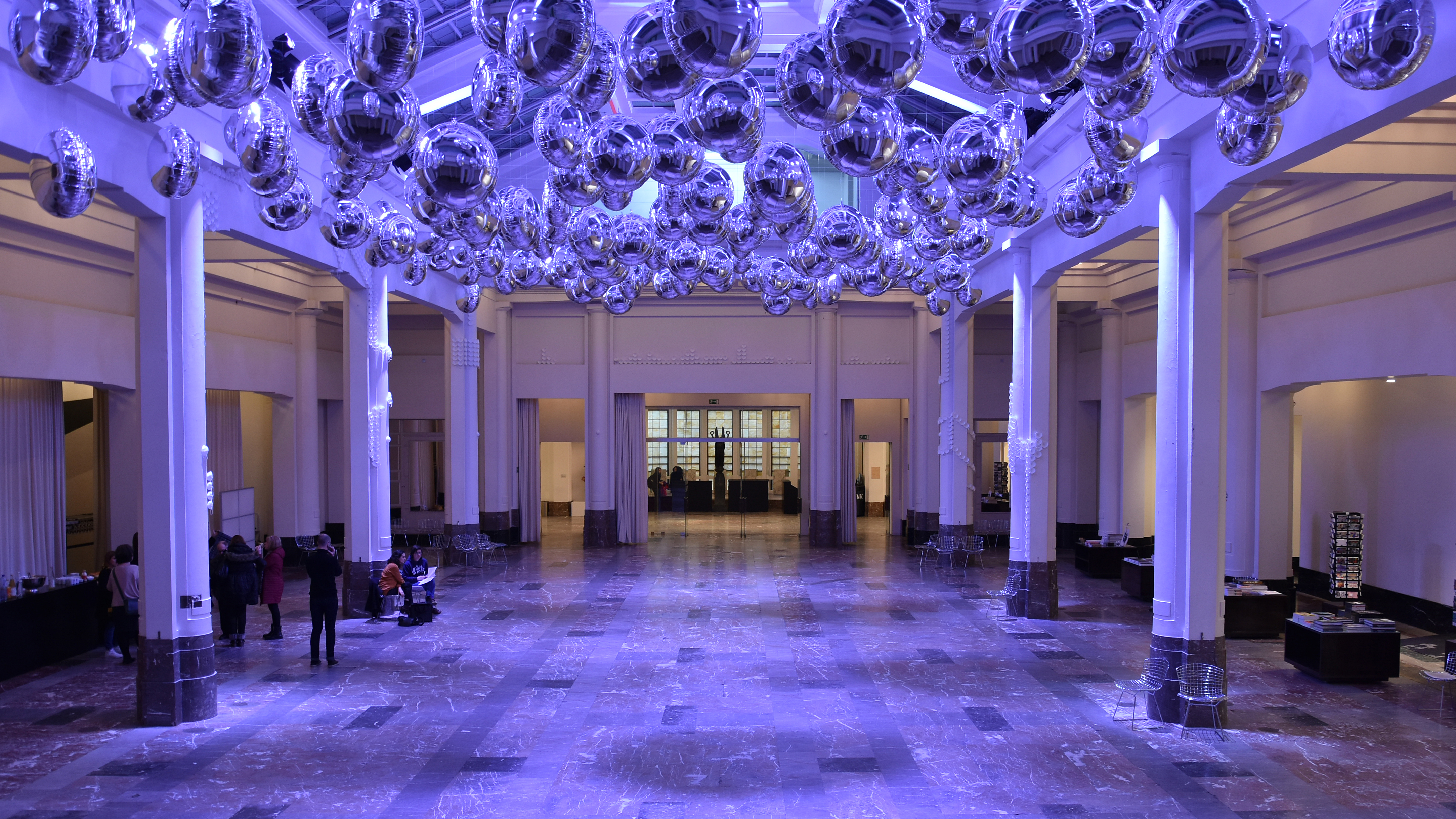
Interieur